# Баева, Пелагея Прохоровна
Пелагея Прохоровна Баева (1908 год, аул Мерке, Аулиеатинский уезд, Российская империя — дата и место смерти не известны, СССР) — колхозница, Герой Социалистического Труда (1948).

## Биография
Родилась в 1908 году в ауле Мерке Аулиеатинского уезда (ныне — Меркенский район Жамбылской области, Казахстан).
Трудовую деятельность начала с десятилетнего возраста. Занималась батрачеством. В 1940 году вступила в колхоз «Новый путь». В 1947 году была назначена звеньевой свекловодческого звена.
В 1947 году свекловодческое звено под руководством Пелагеи Баевой собрало с участка площадью 2 гектаров 20,3 центнеров сахарной свеклы при плане 10,15 центнеров. За этот доблестный труд она была удостоена в 1948 году звания Героя Социалистического Труда.
В 1948 году была избрана депутатом Меркенского сельского совета.
С 1963 года — на пенсии, проживала в родном селе Мерке.
Муж — Герой Социалистического Труда Михаил Кандышев.

## Награды
- Герой Социалистического Труда (1948)
- Орден Ленина (1948)